# Amplificazione polare

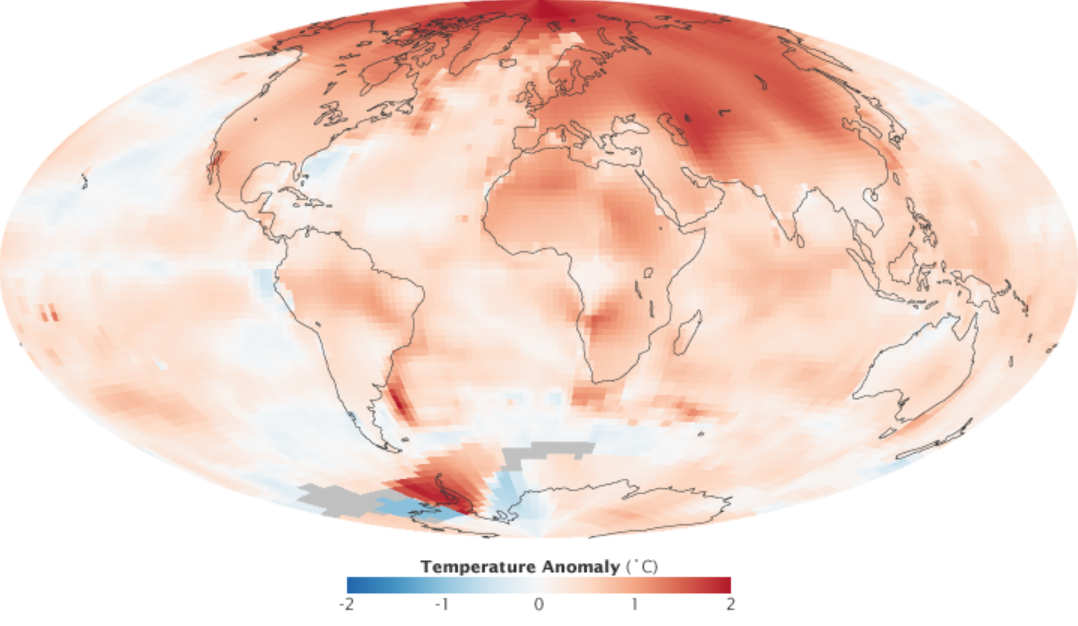
Andamento della temperatura GISS della NASA 2000-2009, che mostra una forte amplificazione artica

L'amplificazione polare è un fenomeno climatico che si manifesta quando qualsiasi variazione nell'equilibrio radiativo netto, come l'intensificazione dell'effetto serra, produce un cambiamento di temperatura più marcato vicino ai poli rispetto alla media planetaria. Questo concetto è generalmente espresso attraverso il rapporto tra il riscaldamento polare e quello tropicale. Su un pianeta con un'atmosfera capace di limitare l'emissione di radiazione a lunghezza d'onda lunga nello spazio le temperature superficiali risultano più elevate rispetto a quanto previsto da una semplice valutazione della temperatura di equilibrio planetario.
La presenza di atmosfera o di un vasto oceano, in grado di trasportare il calore verso i poli, determina un riscaldamento maggiore in queste regioni, mentre le zone equatoriali sperimentano temperature più fresche rispetto alle previsioni basate sui loro bilanci radiativi locali. I poli tendono a subire un raffreddamento più accentuato in condizioni di temperatura media globale più bassa rispetto a un clima di riferimento, mentre, al contrario, sperimentano il riscaldamento più intenso quando la temperatura media globale è più elevata.
Il concetto di amplificazione polare è ben espresso da Venere; si pensa che il pianeta abbia sperimentato un notevole aumento dell'effetto serra tanto da raggiungere un equilibrio isotermico, ovvero presenta una temperatura relativamente costante su tutta la sua superficie. Sulla Terra il vapore acqueo e i gas mitigano l'effetto serra, e l’atmosfera e gli estesi oceani forniscono un efficiente trasporto del calore verso i poli.
I cambiamenti paleoclimatici e il riscaldamento globale contemporaneo hanno minato questo equilibrio causando l'amplificazione polare.

## Storia
Un primo studio osservato dell'amplificazione artica è stato pubblicato nel 1969 da Mikhail Budyko, la cui conclusione è riassunta in "La perdita di ghiaccio marino influenza le temperature artiche attraverso il feedback dell'albedo superficiale". Dello stesso anno è la pubblicazione con modelli e conclusioni simili di un altro studio di William D. Sellers. Le due opere hanno attirato molta attenzione poiché hanno accennato alla possibilità di un feedback positivo travolgente all’interno del sistema climatico globale.

## Amplificazione

### Meccanismi di amplificazione
I feedback associati alla banchisa e alla copertura nevosa sono ampiamente citati come una delle principali cause dell’amplificazione polare terrestre. Questi feedback sono particolarmente evidenti nell'amplificazione polare locale sebbene lavori recenti abbiano dimostrato che il feedback del gradiente termico verticale è probabilmente altrettanto importante del feedback dell'albedo del ghiaccio per l'amplificazione artica. A sostegno di questa idea si osserva un’amplificazione su larga scala anche in mondi modello senza ghiaccio o neve. Il bilancio della radiazione locale è cruciale perché una diminuzione complessiva della radiazione a onde lunghe in uscita produrrà un aumento relativo maggiore della radiazione ai poli che all’equatore. Pertanto, tra il feedback del gradiente termico verticale e i cambiamenti nel bilancio della radiazione locale, gran parte dell’amplificazione polare può essere attribuita ai cambiamenti nella radiazione a onde lunghe in uscita. L'effetto è molto maggiore al polo nord, mentre i rilievi dell'Antartide tendono a mitigarne parzialmente l'influenza.
Alcuni esempi di feedback del sistema climatico che si ritiene possano contribuire alla recente amplificazione polare includono la riduzione della copertura nevosa e del ghiaccio marino, i cambiamenti nella circolazione atmosferica e oceanica, la presenza di polveri sottili di origine antropica nell’ambiente artico e l’aumento della copertura nuvolosa e del vapore acqueo. La maggior parte degli studi collega i cambiamenti del ghiaccio marino (in estensione e spessore) all’amplificazione polare. I modelli climatici con una minore estensione del ghiaccio marino di base e una copertura di ghiaccio marino più sottile mostrano un’amplificazione polare più forte. Alcuni modelli del clima moderno mostrano un’amplificazione artica senza cambiamenti nella copertura di neve e ghiaccio.
I singoli processi che contribuiscono al riscaldamento polare sono fondamentali per comprendere la sensitività climatica. Il riscaldamento polare si estende a molti altri ecosistemi, compresi quelli marini e terrestri, i sistemi climatici e le popolazioni umane. L’amplificazione polare è in gran parte guidata da processi polari locali con pochissime forzanti remote, mentre il riscaldamento polare è regolato da forzanti tropicali e di media latitudine. Le ripercussioni sulla vivibilità della Terra dell'amplificazione rappresentano un importante motore per la ricerca contro il riscaldamento globale.

### Circolazione oceanica
È stato stimato che il 70% dell’energia eolica globale viene trasferita all’oceano e avviene all’interno della Corrente Circumpolare Antartica. La risalita dovuta allo stress del vento trasporta le fredde acque antartiche attraverso la corrente superficiale dell’Atlantico, riscaldandole sopra l’equatore e nell’ambiente artico. Ciò è particolarmente apprezzabile alle alte latitudini; il riscaldamento nell’Artico dipende dall’efficienza del trasporto oceanico globale e gioca un ruolo nell’effetto altalena polare.
La diminuzione dell’ossigeno e il pH basso durante La Niña sono processi correlati alla diminuzione della produzione primaria e a un flusso più pronunciato delle correnti oceaniche verso i poli. È stato suggerito che il meccanismo dell’aumento delle anomalie della temperatura dell’aria superficiale artica durante i periodi de La Niña dell’ENSO possa essere attribuito al meccanismo di riscaldamento artico tropicale eccitato (TEAM), quando le onde di Rossby si propagano più verso il polo.

### Fattore di amplificazione
L'amplificazione polare è quantificata come fattore di amplificazione polare, generalmente definito come il rapporto tra una variazione della temperatura polare e una variazione corrispondente di una temperatura media più ampia:
{\displaystyle {PAF}={\Delta {T}_{p} \over \Delta {\overline {T}}}}  ,
dove {\displaystyle \Delta {T}_{p}} è un cambiamento nella temperatura polare e {\displaystyle \Delta {\overline {T}}}  è, ad esempio, un cambiamento corrispondente nella temperatura media globale.
Le implementazioni comuni definiscono le variazioni di temperatura direttamente come anomalie nella temperatura dell'aria superficiale rispetto a un recente intervallo di riferimento (tipicamente trent'anni). Altri hanno utilizzato il rapporto tra le variazioni della temperatura dell'aria superficiale su un intervallo più esteso.

### Fase di amplificazione

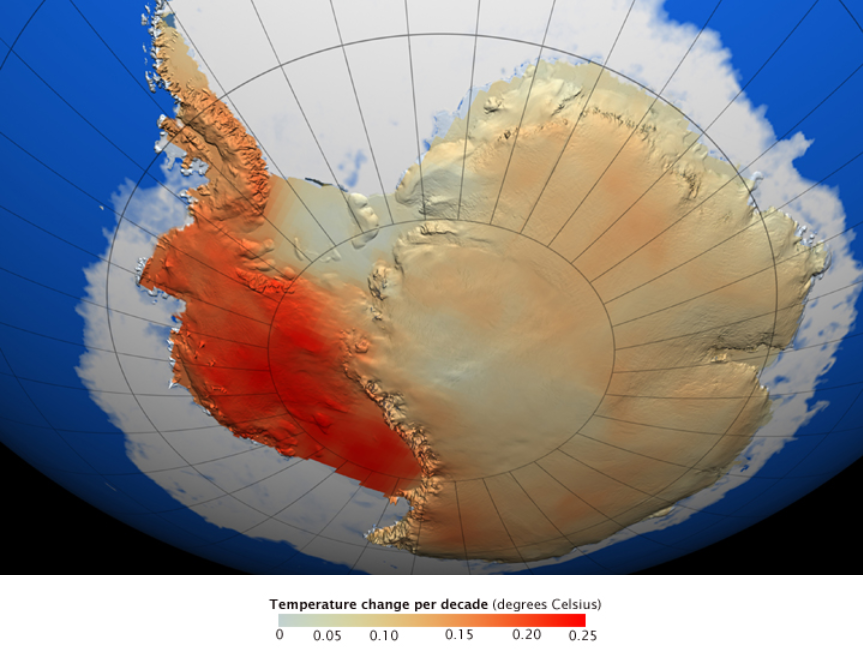
L’andamento della temperatura nell’Antartide occidentale (a sinistra) ha ampiamente superato la media globale; l'Antartide orientale è meno affetto dal fenomeno.

Si è osservato che il riscaldamento dell’Artico e dell’Antartide solitamente procede fuori fase a causa della forzatura orbitale, determinando il cosiddetto effetto altalena polare.

## Amplificazione polare del paleoclima
I cicli glaciali/interglaciali del Pleistocene forniscono ampie prove paleoclimatiche dell’amplificazione polare, sia dall’Artico che dall’Antartico. In particolare l’aumento della temperatura dall’ultimo massimo glaciale 20 000 anni fa fornisce un quadro chiaro del fenomeno.
I dati di temperatura ottenuti da registrazioni proxy nell'Artico (Groenlandia) e nell'Antartide indicano fattori di amplificazione polare dell'ordine di 2.0.

## Recente amplificazione artica

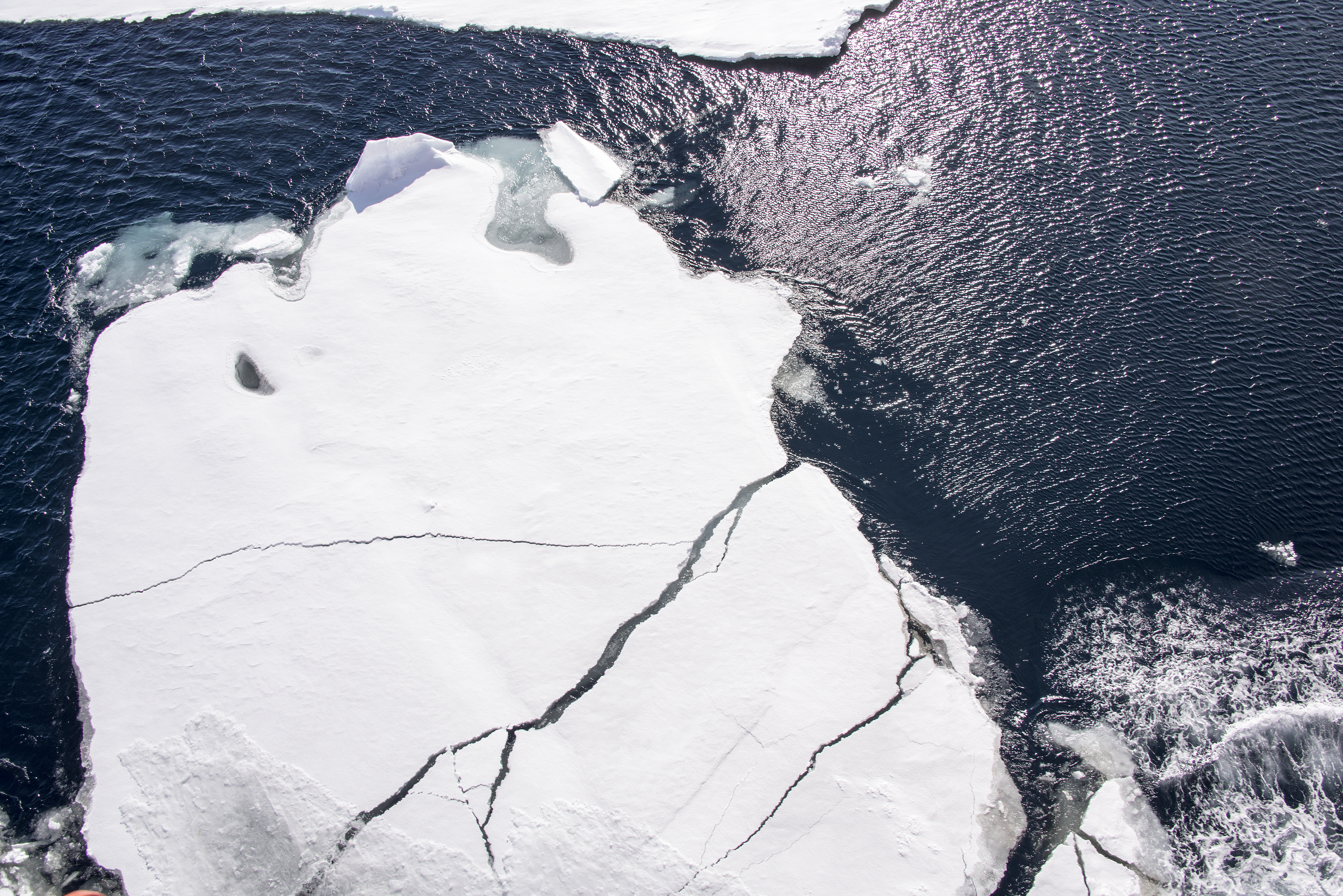
La superficie scura dell’oceano riflette solo il 6% della radiazione solare in arrivo, mentre il ghiaccio marino ne riflette dal 50 al 70%.

I meccanismi che portano all’amplificazione artica osservata includono il declino del ghiaccio marino artico, il trasporto di calore atmosferico dall’equatore all’Artico e il feedback del gradiente termico verticale.
Storicamente si è descritto il riscaldamento dell'Artico come due volte più veloce della media globale, ma questa stima era basata su osservazioni più vecchie che non tenevano conto dell’accelerazione più recente. Al 2021 erano disponibili dati sufficienti per dimostrare che l’Artico si era in realtà riscaldato tre volte più velocemente del resto del globo, con 3,1 °C in più tra il 1971 e il 2019 rispetto al riscaldamento globale di 1 °C nello stesso periodo. Questa stima è inoltre legata all’Artico inteso come tutto ciò che si trova al di sopra del 60º parallelo nord (ovvero un terzo dell’emisfero settentrionale), se si valuta il solo Circolo polare artico (dal 66º parallelo) è importante notare che la temperatura si è alzata di quasi quattro volte in più dal 1979 al 2021. All’interno dello stesso Circolo polare artico un’amplificazione artica ancora maggiore si verifica nell’area del Mare di Barents, con punti caldi intorno alla Corrente di West Spitsbergen: le stazioni meteorologiche situate sul suo percorso registrano un riscaldamento decennale fino a sette volte più veloce della media globale; ciò ha alimentato la preoccupazione che, a differenza del resto del ghiaccio marino artico, la copertura di ghiaccio nel Mare di Barents potrebbe scomparire permanentemente se il riscaldamento globale aumentasse anche solo di 1,5 °C.
L’accelerazione dell’amplificazione artica non è sempre stata lineare: un’analisi del 2022 ha rilevato che si è verificata in due fasi acute, la prima intorno al 1986 e la seconda dopo il 2000. La prima accelerazione è attribuita all’aumento del forzante radiativo antropogenico nella regione, che a sua volta è probabilmente collegato alla riduzione dell’inquinamento da aerosol di zolfo stratosferico utilizzato in Europa negli anni '80 per combattere le piogge acide. Poiché gli aerosol di solfati hanno un effetto rinfrescante è probabile che la loro assenza abbia aumentato le temperature dell’Artico fino a 0,5 °C. La seconda accelerazione non ha ancora una causa nota, motivo per cui non è stata rilevata in nessun modello climatico; è probabile che si tratti di un esempio di variabilità naturale multidecennale (ovvero un ciclo di aumento e diminuzione naturale, concettualmente simile a quello delle macchie solari), come il collegamento suggerito tra le temperature artiche e l’oscillazione multidecennale dell’Atlantico (AMO), nel qual caso ci si può aspettare che si inverta in futuro. Tuttavia, anche il primo aumento dell’amplificazione artica è stato simulato accuratamente solo da una frazione degli attuali modelli CMIP6.

### Possibili impatti sul clima alle medie latitudini
Sin dai primi anni del XXI secolo i modelli climatici hanno costantemente indicato che il riscaldamento globale spingerà gradualmente i getti atmosferici verso i poli. Nel 2008 questa previsione è stata confermata da prove osservative che hanno dimostrato come, dal 1979 al 2001, il getto settentrionale si sia spostato verso nord a una media di 2,01 chilometri all'anno, con una tendenza simile nel getto dell'emisfero australe. Gli scienziati del clima hanno ipotizzato che il getto atmosferico si indebolirà progressivamente a causa del riscaldamento globale.
Tendenze come la diminuzione del ghiaccio marino artico, la riduzione della copertura nevosa, i modelli di evapotraspirazione e altre anomalie meteorologiche hanno causato il riscaldamento dell'Artico a una velocità superiore rispetto ad altre parti del globo, fenomeno noto come amplificazione artica.
Nel 2013 ricerche di Francis hanno collegato le riduzioni del ghiaccio marino artico a condizioni meteorologiche estreme estive nelle medie latitudini settentrionali, mentre altre ricerche di quell'anno hanno identificato possibili collegamenti tra le tendenze del ghiaccio marino artico e piogge più estreme in estate in Europa. In quel periodo è stato anche suggerito che questa connessione tra l'amplificazione artica e i modelli del getto atmosferico fosse coinvolta nella formazione dell'uragano Sandy e avesse giocato un ruolo nella prima ondata di freddo del 2014 in Nord America.
Nel 2015 uno studio successivo di Francis ha concluso che modelli di getto atmosferico altamente amplificati stanno accadendo più frequentemente negli ultimi due decenni, pertanto le continue emissioni di gas serra hanno favorito un aumento della formazione di eventi estremi causati da condizioni meteorologiche prolungate.
Studi pubblicati nel 2017 e nel 2018 hanno identificato schemi di arresto delle onde di Rossby nel getto atmosferico dell'emisfero settentrionale come il colpevole di altri eventi meteorologici estremi quasi stazionari, come le ondate di calore europee del 2003 e del 2018, l'ondata di calore russa del 2010 o le inondazioni del Pakistan del 2010, e hanno suggerito che questi schemi erano tutti collegati all'amplificazione artica.
Ulteriori ricerche di Francis e Vavrus in quell'anno hanno suggerito che il riscaldamento artico amplificato si osserva come più forte nelle aree atmosferiche inferiori perché il processo di espansione dell'aria più calda aumenta i livelli di pressione che diminuiscono i gradienti di altezza geopotenziale verso i poli. Poiché questi gradienti sono la ragione che genera venti da ovest a est attraverso la relazione termica del vento, le velocità in diminuzione sono solitamente trovate a sud delle aree con aumenti geopotenziali.
Nel 2017 Francis ha spiegato i suoi risultati a Scientific American: "[Ad oggi] viene trasportato molto più vapore acqueo verso nord da ampi cambiamenti nel getto atmosferico. Ciò è importante perché il vapore acqueo è un gas serra proprio come l'anidride carbonica e il metano; trattiene il calore nell'atmosfera. Quel vapore si condensa anche nelle goccioline che conosciamo come nuvole, che a loro volta intrappolano più calore. Il vapore è una grande parte della storia dell'amplificazione, una delle principali ragioni per cui l'Artico si sta riscaldando più velocemente di qualsiasi altro luogo."
In uno studio del 2017 condotto dal climatologo Dr. Judah Cohen e diversi suoi collaboratori di ricerca Cohen scrisse che "[Il] cambiamento negli stati del vortice polare può spiegare la maggior parte delle recenti tendenze al raffreddamento invernale sulle medie latitudini eurasiatiche".
Un articolo del 2018 di Vavrus e altri collegava l'amplificazione artica a estremi persistenti caldo-asciutti durante le estati delle medie latitudini, oltre al raffreddamento continentale invernale delle medie latitudini.
Un altro studio del 2017 stimava che quando l'Artico subisce un riscaldamento anomalo la produzione primaria in Nord America diminuisce in media dell'1-4%, con alcuni stati che subiscono perdite anche fino al 20%.
Uno studio del 2021 ha scoperto che una perturbazione del vortice polare stratosferico è collegata a condizioni meteorologiche invernali estremamente fredde in alcune parti dell'Asia e del Nord America, inclusa l'ondata di freddo nordamericana di febbraio 2021. Un altro studio del 2021 ha identificato una connessione tra la perdita di ghiaccio marino artico e l'aumento delle dimensioni degli incendi boschivi nell'ovest degli Stati Uniti.
Sebbene tutti gli studi succitati presentino indizi e collegamenti solidi non vi è un consenso generale poiché le osservazioni specifiche si estendono ad un periodo relativamente recente: le osservazioni climatologiche richiedono diversi decenni se non secoli o millenni per distinguere definitivamente diverse forme di variabilità naturale dalle tendenze climatiche. Questo punto è stato sottolineato nelle revisioni del 2013 e del 2017.
Uno studio del 2014 ha concluso che l'amplificazione artica ha ridotto significativamente la variabilità della temperatura durante la stagione fredda nell'emisfero settentrionale negli ultimi decenni. L'aria fredda artica invade le latitudini inferiori più rapidamente oggi durante autunno e inverno, una tendenza proiettata per continuare in futuro, ad eccezione dell'estate, mettendo così in dubbio se gli inverni porteranno più estremi freddi. Un'analisi del 2019 di un insieme di dati raccolti da 35 182 stazioni meteorologiche in tutto il mondo (comprese 9.116 in attività da oltre cinquant'anni) ha riscontrato una netta diminuzione delle ondate di freddo nelle medie latitudini settentrionali dagli anni '80.
Una serie di dati osservazionali a lungo termine raccolti durante gli anni 2010 e pubblicati nei primi anni 2020 suggerisce che l'intensificazione dell'amplificazione artica dai primi anni 2010 non era collegata a cambiamenti significativi nei modelli atmosferici delle medie latitudini. La ricerca di punta di PAMIP ha migliorato le conclusioni del 2010 di PMIP2, dimostrando che la diminuzione del ghiaccio marino indebolirà il getto atmosferico e aumenterà la probabilità di blocchi atmosferici, ma la connessione è molto lieve e tipicamente insignificante accanto alla variabilità interannuale.
Nel 2022 uno studio di follow-up ha scoperto che anche se la media di PAMIP aveva probabilmente sottovalutato l'indebolimento causato dalla diminuzione del ghiaccio marino da 1,2 a 3 volte la connessione corretta rappresenta solo il 10% della variabilità naturale del getto atmosferico.
Uno studio del 2021 ha scoperto che sebbene i getti atmosferici si siano effettivamente spostati lentamente verso i poli dal 1960 come previsto dai modelli questi non si sono indeboliti nonostante un piccolo aumento dell'ondulazione.
Un riesame del 2022 dei dati osservativi raccolti da aeromobili durante il periodo 2002-2020 ha suggerito che il getto atmosferico del Nord Atlantico si era effettivamente rafforzato.
Uno studio del 2021 è stato in grado di ricostruire i modelli del getto atmosferico degli ultimi 1 250 anni basandosi sui nuclei di ghiaccio della Groenlandia e ha scoperto che tutti i cambiamenti osservati di recente rimangono all'interno dell'intervallo di variabilità naturale: il momento più probabile di divergenza avverrà nel 2060.